# Erzbistum Port Moresby
Das Erzbistum Port Moresby (lat.: Archidioecesis Portus Moresbiensis) ist eine in Papua-Neuguinea gelegene römisch-katholische Erzdiözese mit Sitz in Port Moresby.

## Geschichte
Das Erzbistum Port Moresby wurde am 10. Mai 1889 durch Papst Leo XIII. aus Teilgebieten des Apostolischen Vikariates Melanesien, das 1844 aus dem Apostolischen Vikariat Neuseeland heraus gegründet wurde, als Apostolisches Vikariat Neuguinea errichtet. Am 14. November 1922 wurde das Apostolische Vikariat Neuguinea in Apostolisches Vikariat Papua umbenannt. Das Apostolische Vikariat Papua gab am 13. Juni 1946 Teile seines Territoriums zur Gründung der Apostolischen Präfektur Samarai ab. Am 13. Juni 1946 wurde das Apostolische Vikariat Papua in Apostolisches Vikariat Port Moresby umbenannt. Das Apostolische Vikariat Port Moresby gab am 13. November 1958 Teile seines Territoriums zur Gründung der Apostolischen Präfektur Mendi ab. Weitere Gebietsabtretungen erfolgten am 16. Juli 1959 zur Gründung der Apostolischen Präfektur Daru und des Apostolischen Vikariates Yule Island.
Am 15. November 1966 wurde das Apostolische Vikariat Port Moresby durch Papst Paul VI. mit der Apostolischen Konstitution Laeta incrementa zum Erzbistum erhoben.

## Ordinarien

### Apostolische Vikare von Neuguinea
- Louis-André Navarre MSC, 1889–1908
- Alain Guynot de Boismenu MSC, 1908–1922

### Apostolische Vikare von Papua
- Alain Guynot de Boismenu MSC, 1922–1946

### Apostolische Vikare von Port Moresby
- André Sorin MSC, 1946–1959
- Virgil Patrick Copas MSC, 1959–1966

### Erzbischöfe von Port Moresby
- Virgil Patrick Copas MSC, 1966–1975
- Herman To Paivu, 1975–1981
- Peter Kurongku, 1981–1996
- Brian James Barnes OFM, 1997–2008
- John Kardinal Ribat MSC, seit 2008